# Mara Carfagna
Maria Rosaria Carfagna, mais conhecida por Mara Carfagna (Salerno, 18 de dezembro de 1975) é uma política italiana.
Depois de obter uma licenciatura em Direito, Carfagna trabalhou durante vários anos na televisão italiana como apresentadora. Entrou na política e foi eleita para a Câmara dos Deputados pelo partido Forza Italia, em 2006. Em 8 de maio de 2008, o Primeiro-Ministro Silvio Berlusconi a nomeou Ministra para a Igualdade de Oportunidades.
Carfagna tem sido chamada de "a mais bela ministro no mundo" e foi classificada como uma das mais belas políticas do mundo ao lado, inclusive, de uma brasileira, a Deputada Federal Manuela d'Ávila.